# Labyrinth der Leidenschaften
Labyrinth der Leidenschaften ist eine Filmkomödie von Pedro Almodóvar aus dem Jahr 1982. Das Drehbuch stammt ebenfalls von Almodóvar.

## Handlung
Riza, der homosexuelle Sohn des sich im Exil befindenden Herrschers von Tiran, lebt anonym in Madrid, wo er nicht nur von einer Islamistengruppe um den mit einem ausgezeichneten Geruchssinn ausgestatteten Sadec, sondern auch von seiner Stiefmutter Toraya gesucht wird. Diese ist nach einer Behandlung bei dem bekannten Reproduktionsmediziner Doktor de la Peña zum ersten Mal in ihrem Leben fruchtbar und trachtet nach Sperma aus dem Herrscherhaus.
Durch Zufall wird Riza Sänger einer Band und trifft bei seinem ersten Auftritt Sexilia, die nymphomane und sonnenlichtscheue Tochter von Doktor de la Peña, die ihrerseits Mitglied einer Musikgruppe ist und bei der Psychologin Susana in Behandlung ist, die aber weniger an Sexilia als vielmehr an deren Vater interessiert ist. Riza und Sexilia verlieben sich ineinander und fliehen gemeinsam mit den Bandmitgliedern in einem Linienflugzeug vor den Islamisten und Toraya auf die Tropeninsel Contadora, wo Rizas Familie im Exil lebt. Da die Islamisten bei Riza erfolglos waren, entführen sie kurzerhand Toraya. Die Rolle von Sexilia wird von Queti, der Tochter des Reinigungsbesitzers, bei der Sexilia ihre Kleider abgibt, eingenommen.

## Rezeption
Für den Filmdienst ist Labyrinth der Leidenschaften eine „schrill-überdrehte Komödie aus dem Homosexuellen- und Rockmilieu, die sich trotz einiger Anleihen bei Andy Warhol und John Waters vorwiegend in platter bis alberner Tabuverletzung“ ergehe. Für die Zeitschrift prisma ist der Film „eine heftige bis schonungslose Screwball-Komödie mit derber Verpackung“ und „ein Riesenspaß, aber sicherlich nicht jedermanns Geschmack“. „Grell und anarchisch“ liefere Almodóvar „auf äußerst vergnügliche Weise ein farbenfrohes Dokument des Erwachens der spanischen Kulturbewegung nach Francos Tod, die nach Jahrzehnten der Anpassung und Unterdrückung sämtliche Grenzen bürgerlicher Moral, Sitten und Tabus sprengte und sich damit lautstark einen Platz im Bewußtsein der Öffentlichkeit sicherte“.

## Auszeichnungen
Imanol Arias und Marta Fernández Muro waren 1983 jeweils für den Fotogramas de Plata nominiert.

## Hintergrund
Labyrinth der Leidenschaften war die erste Zusammenarbeit von Antonio Banderas mit Pedro Almodóvar. Der Film wurde in Madrid gedreht. Almodóvar hat einen kurzen Cameo-Auftritt, sein Bruder Agustin eine kleinere Nebenrolle.